# 일본 인사원

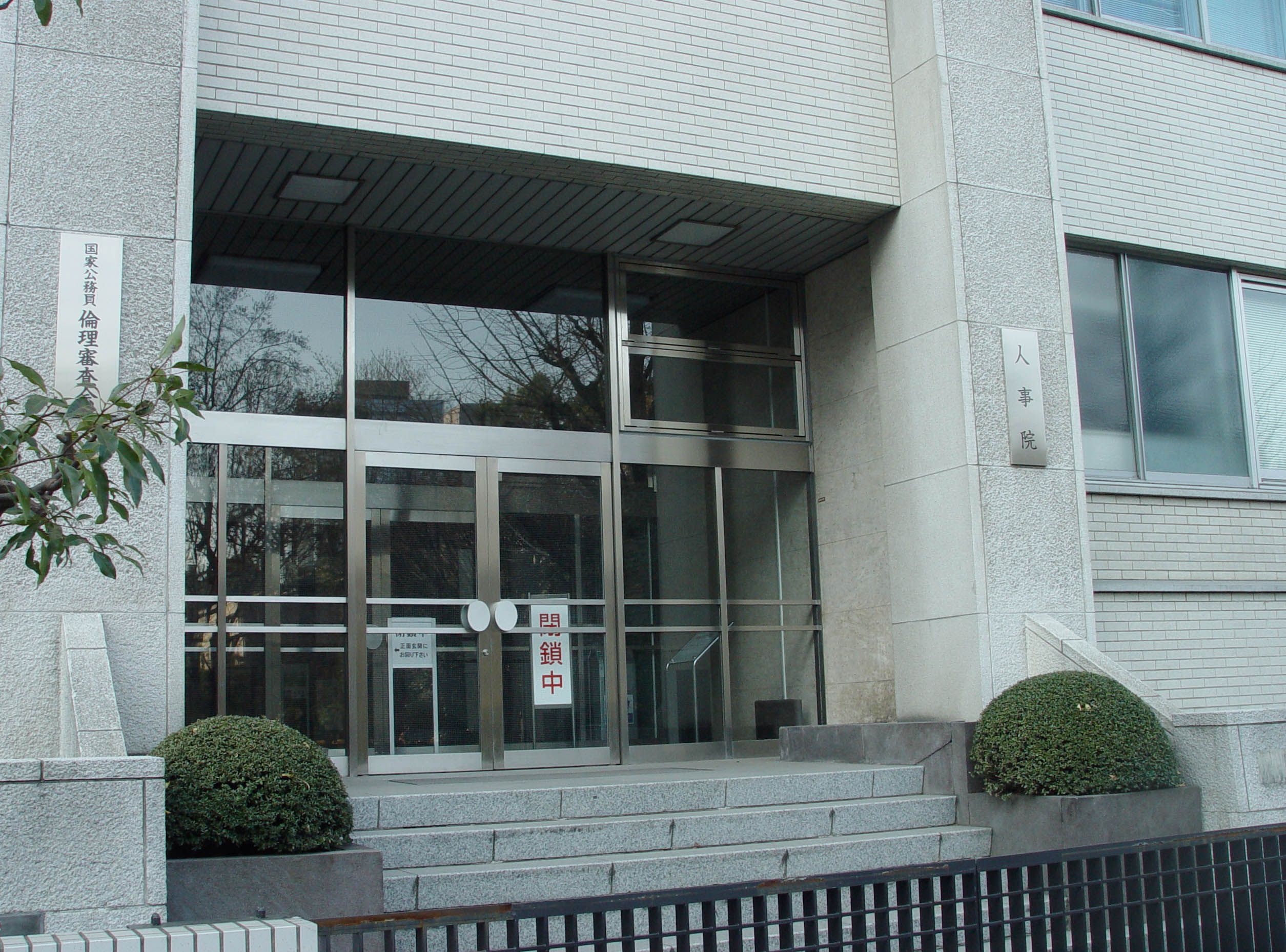
인사원 청사

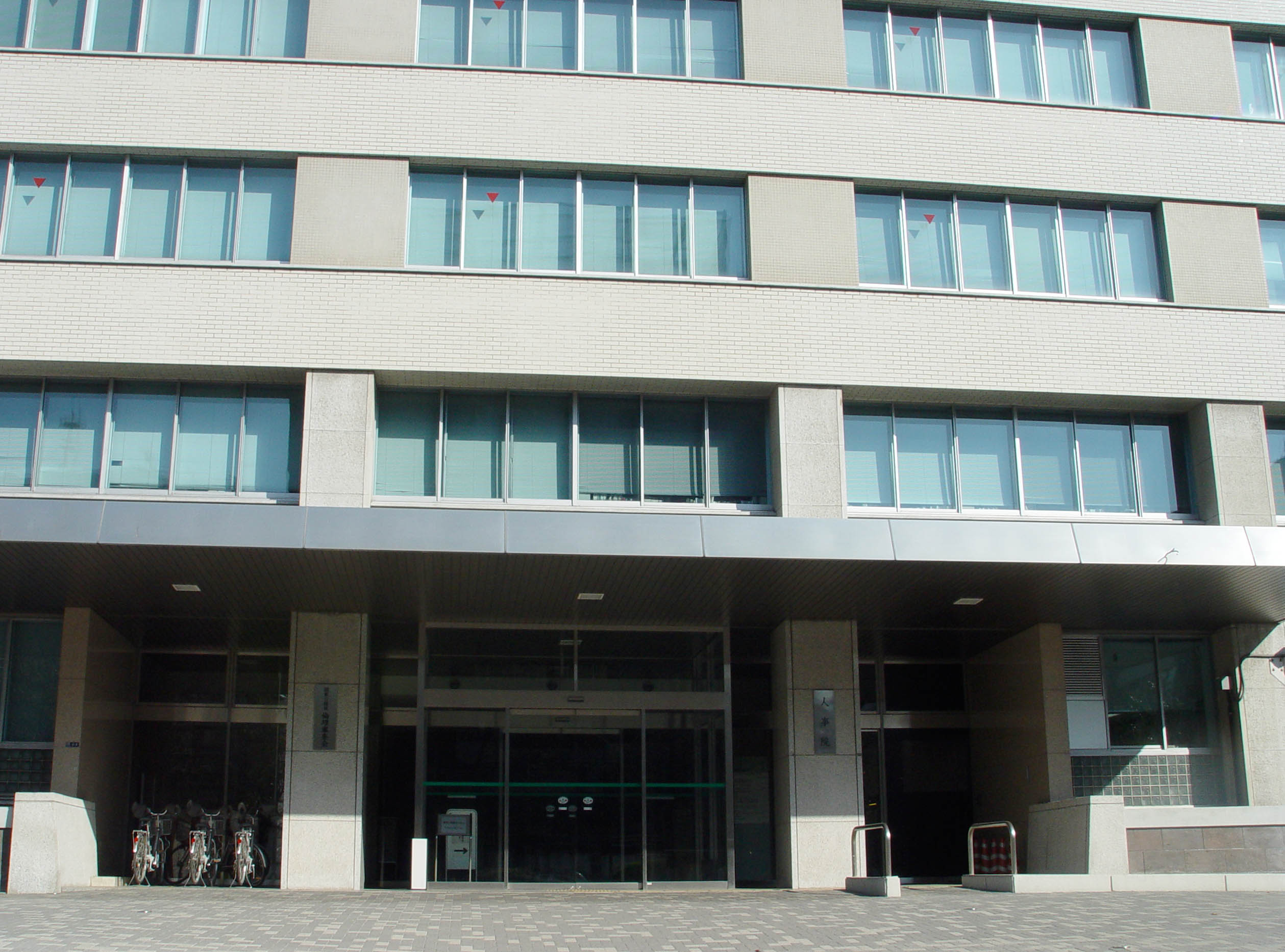
인사원 청사

인사원(일본어: 人事院, National Personnel Authority)은 국가 공무원의 인사에 관한 사무를 관리하는 내각의 기관이다. 3명의 인사관으로 구성되는 합의제 기관으로, 인사 행정의 공평을 유지하기 위해 내각에서 독립된 권한을 행사할 수 있다. 국가 공무원의 근무 조건과 기타 인사와 관련된 이익을 보호하고, 공무원의 임용, 급여와 관련된 권고, 임면, 불평의 처리 등을 담당한다.

## 조직
인사원은 국가공무원법 제3조에 근거해 설치된 특수한 합의제 기관으로, 인사관 3명으로 조직 된다. 인사관중 1명은 인사원을 대표하는 인사원 총재로 임명한다.
인사관은 인사 행정에 식견이 있는 사람을 중의원과 참의원의 동의를 얻어 내각이 임명한다. 또한 인사관의 임면은 일본 천황이 인증하며, 총재는 내각이 임명한다.
인사원의 의사 결정은 적어도 주당 1회가 열리는 인사원 회의에 의한다. 인사원에는 사무를 위해 사무총국이 설치되어, 인사원에 의해 사무총장 이하의 직원이 임명된다. 직원 정수는 2013년 기준 644명이었다.